# 武漢大学
武漢大学（Wuhan University, ぶかんだいがく）は、中華人民共和国湖北省武漢市武昌区に位置する国立大学。中国で最も歴史がある国家重点大学の一つである。大学の略称は武大（Wuda）。中国の副部級大学の一つである。大学は国家重点実験室も持っている。985工程、211工程、双一流（日本のスーパーグローバル大学トップ型指定校に相当）の成員校である。桜の花見は有名。

## 沿革
- 1893年 前身となる清代の張之洞により自強学堂が創立。
- 1898年 日本が漢口租界を設置、後に帝国陸軍医学専門学校を開設これが医学部に発展。
- 1913年 辛亥革命の後、北洋政府が自強学堂を基礎に、国立武昌高等師範学校を創立。
- 1928年7月 国立武漢大学と正式な名称を制定。
- 1938年10月 武漢作戦によって日本の占領下にあった大学の敷地と施設をまるごと日本軍が接収。
- 1945年 終戦により返還され大学を再建。
- 1952年 中国高校院系の調整により、武漢大学は中国国家教育部直属の総合重点大学となる。
- 2000年 武漢水利電力大学、武漢測絵技術大学、湖北医科大学と合併し、新制「武漢大学」となる。

## 基礎データ
国が初めて設立を批准した研究生院の1つでもあり、184の学科において博士学位の授与権、238の学科で修士学位の授与権を所有し、また11の博士課程修了後流動ステーションを所有している。他に20の学科が国家重点学科に指定され、17の学科が国家“211工程”の重点建設学科に列せられている。
2008年11月現在3500人余りの教員が在籍しており、うち教授・副（准）教授が約2300人となっている。また、中国科学院院士が7人、中国工程院院士が9人、国際欧亜科学院院士が3人在籍。その他、21の学科に“長江学者奨励計画”特別招聘教授の地位を設けている。
武漢大学は30種類の学部があり、様々な分野についてのプログラム、例えば、科学、技術工学、農業、医学、文学、歴史、哲学、法律、経済学、教育学、経営学などについてのプログラムを提供している。創立以来30万余名の優れた人材を世に送り出し、多くの著名な政治家、科学者、教育家、文学家、芸術家、実業家並びに社会活動家を輩出している。1993年の創立百周年記念式典では、ハーバード大学、イェール大学、東京大学ほか数多くの大学から祝福された。
現任学長は竇賢康、共産党総支部委員会書記は韓進。建築面積は389万平方メートルで、学生数は2016年現在、本科生（学部学生）31086人、碩士研究生（修士課程院生）16426人、博士研究生6785人、総計54297人である。

## 組織
- 社会科学学部 
  - 法学院
  - 経済と管理学院
  - 社会学系
  - 政治と公共管理学院
  - 教育科学研究院
  - 情報管理学院
- 人文科学学部 
  - 哲学学院
  - 国学院
  - 文学院
  - 外国言語文学学院
  - ニュースと伝播学院
  - 芸術学院
  - 歴史学院
- 理学部 
  - 数学と統計学院
  - 物理科学と技術学院
  - 化学と分子科学学院
  - 生命科学学院
  - 資源と環境科学学院
  - 高等研究院
- 工学部 
  - 動力と機械学院
  - 電気と自動化学院
  - 都市設計学院
  - 土木建築工程学院
  - 水利水電学院
  - 工業科学研究院
- 情報科学学部 
  - 電子情報学院
  - 計算機学院
  - 測絵学院
  - 遥感情報工程学院
  - 印刷と包装系
  - インターネット安全学院
- 医学部
  - 医学部機関
  - 医学研究院
  - 基礎医学院
  - 健康学院
  - 薬学院
  - 第一臨床学院
  - 第二臨床学院
  - 口腔医学院
  - 医学職業技術学院

設置機関
- 武漢大学人民医院（別名:武漢大学附属第一医院、武漢大学第一臨床学院、旧名 湖北省人民医院）
- 武漢大学人民医院東院
- 武漢大学中南医院（別名:武漢大学附属第二医院）
- 武漢大学口腔医院（別名:湖北省口腔医院）
- 湖北省第三人民医院（別名:武漢大学医学院附属中山医院、旧名 湖北省中山医院）

付属病院
- 武漢大学医学院付属中山病院（別名:湖北省第三人民病院、湖北省中山医院）

- 学科を跨ぐ機関
  - 弘毅学堂
- 万林美術館（中国語版）

## キャンパス

東湖の南西に位置する武漢大学（医学部を除く）

中国中央部でも戦略的に重要な湖北省武漢市にあり、風光明媚な珞珈山麓、東湖に面し、広大なキャンパスを誇る。大学も近代的な建物と、旧式の建物が調和し、校内にも水と緑が豊富。春になると校内の桜花大道などに大量の桜が咲くのは（武漢大学の桜）、大学の発祥のひとつ医学部は帝国陸軍の医専であり、日中戦争中に日中の平和を願い日本軍人が植えたものである。日中国交正常化以来植えられたもの。古い建物は、F. H. Kales（1899–1979）によって設計された。

### 古い建物

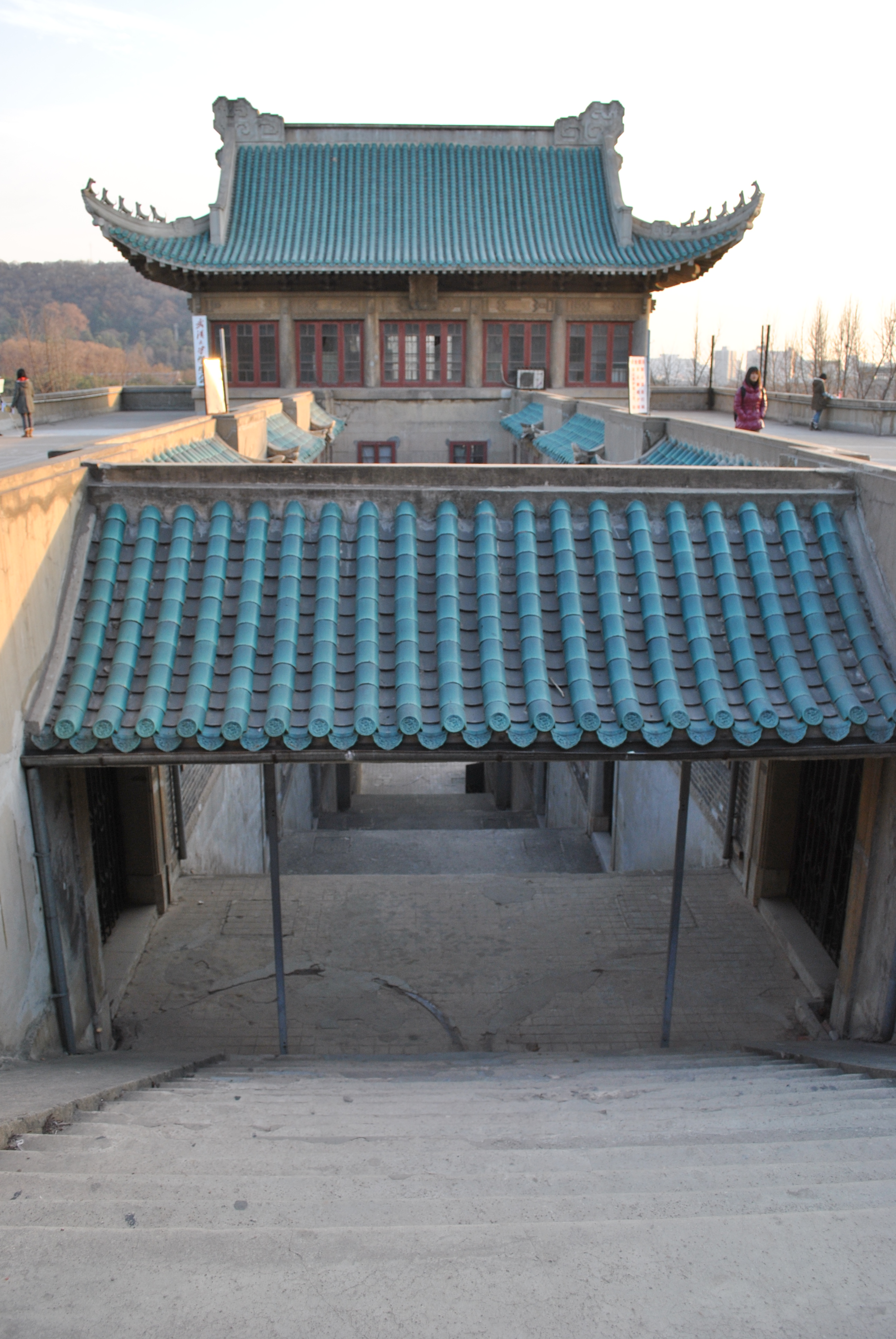
大学の青い屋根瓦
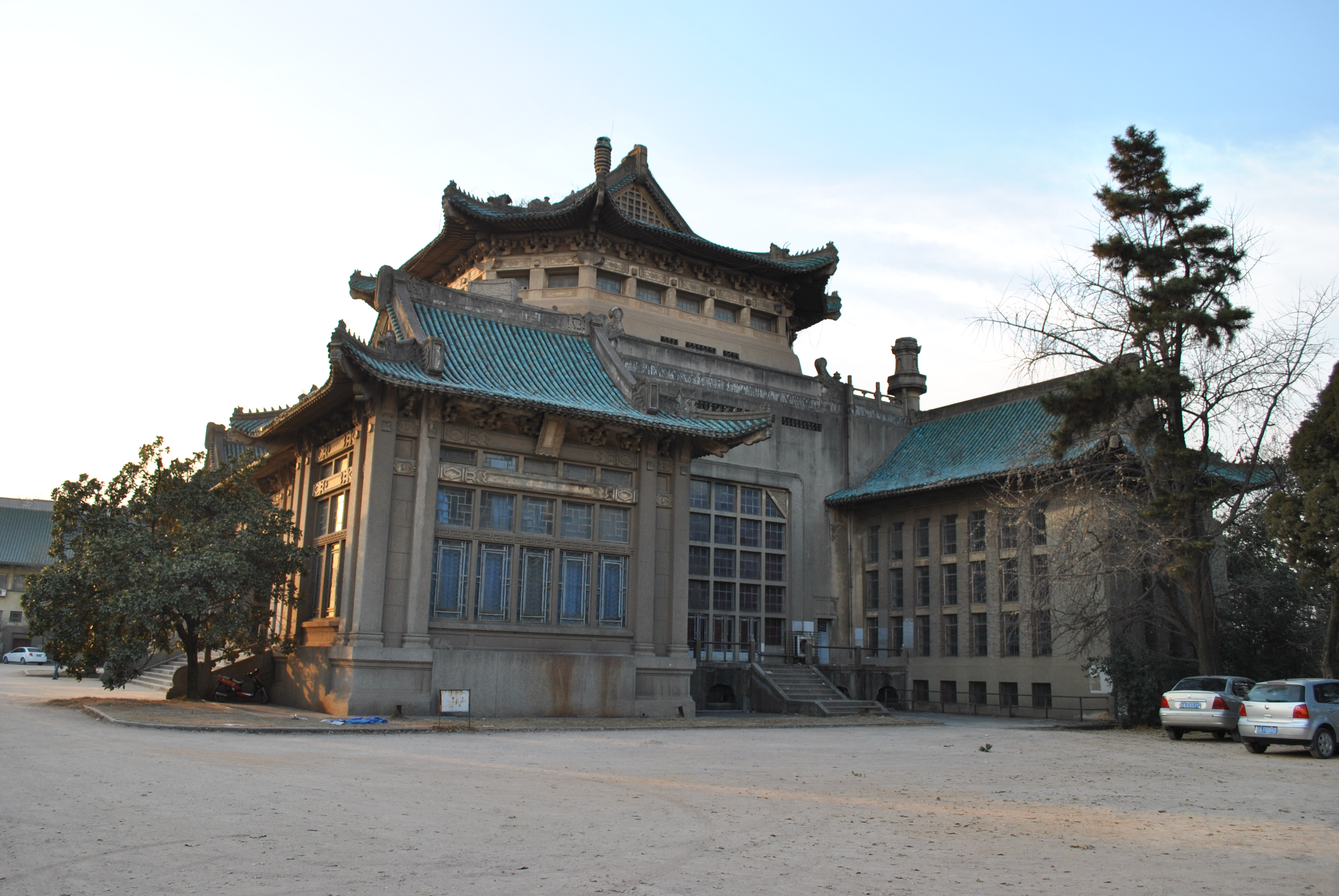
元図書館
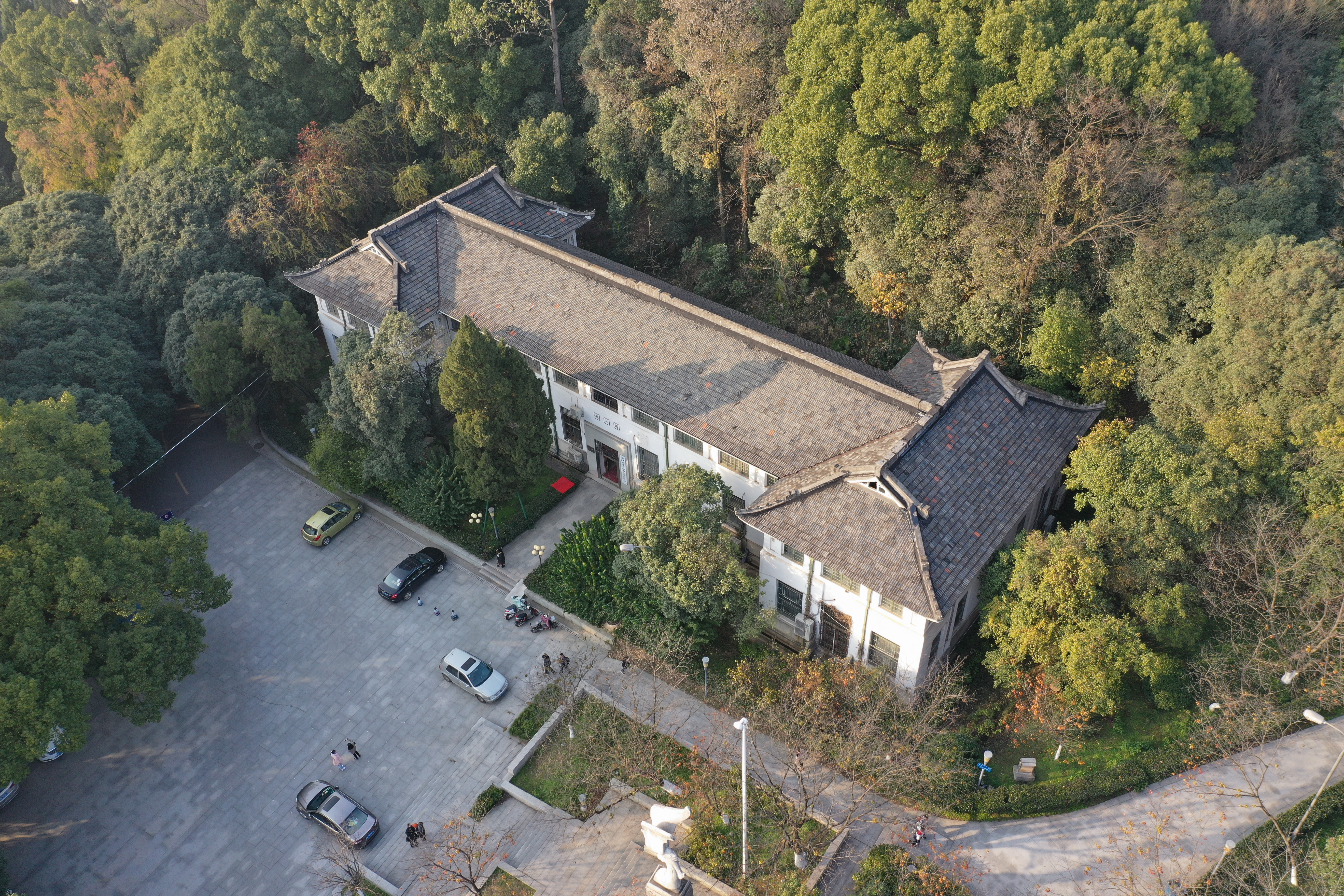
第二教室ビル
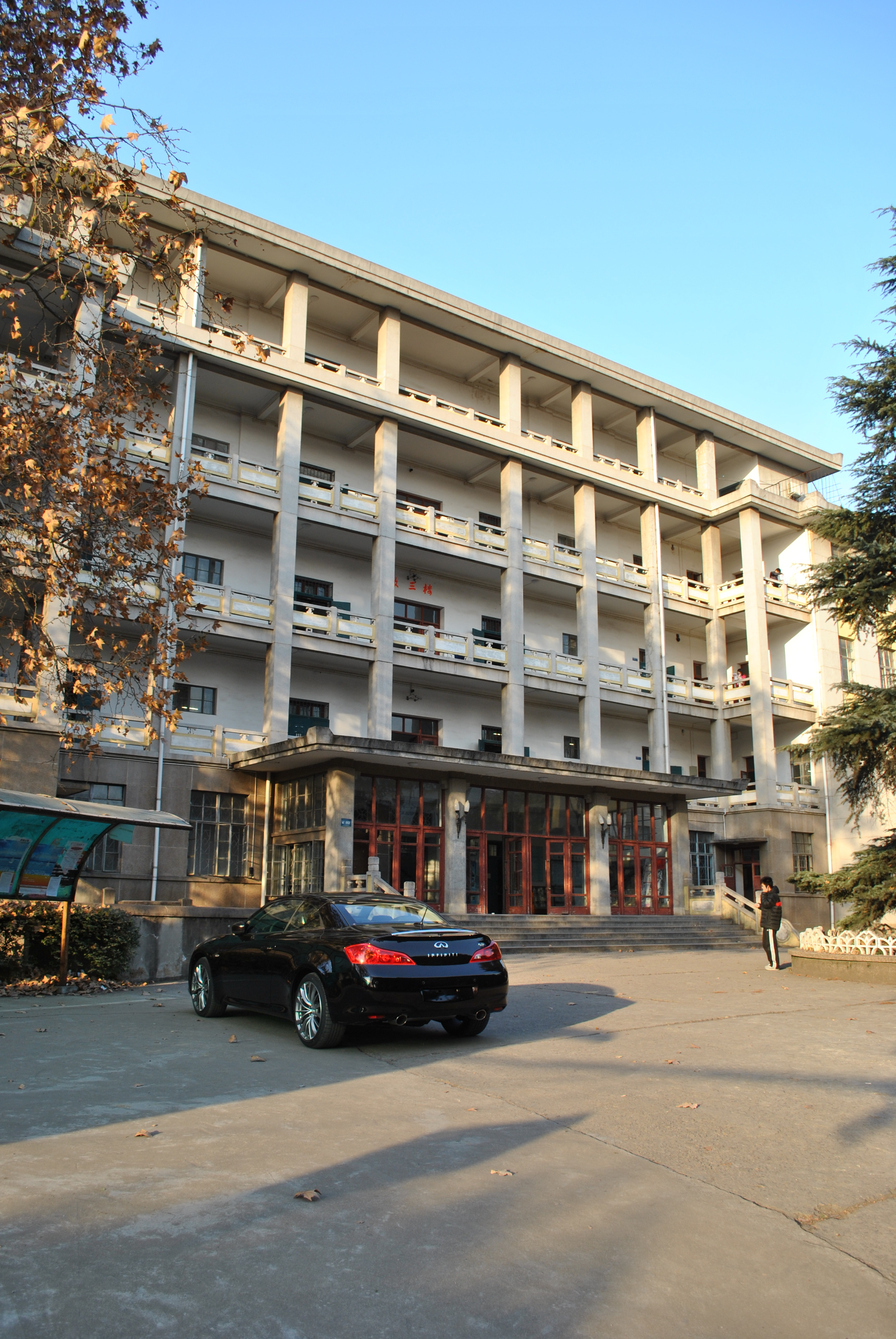
第三教室ビル
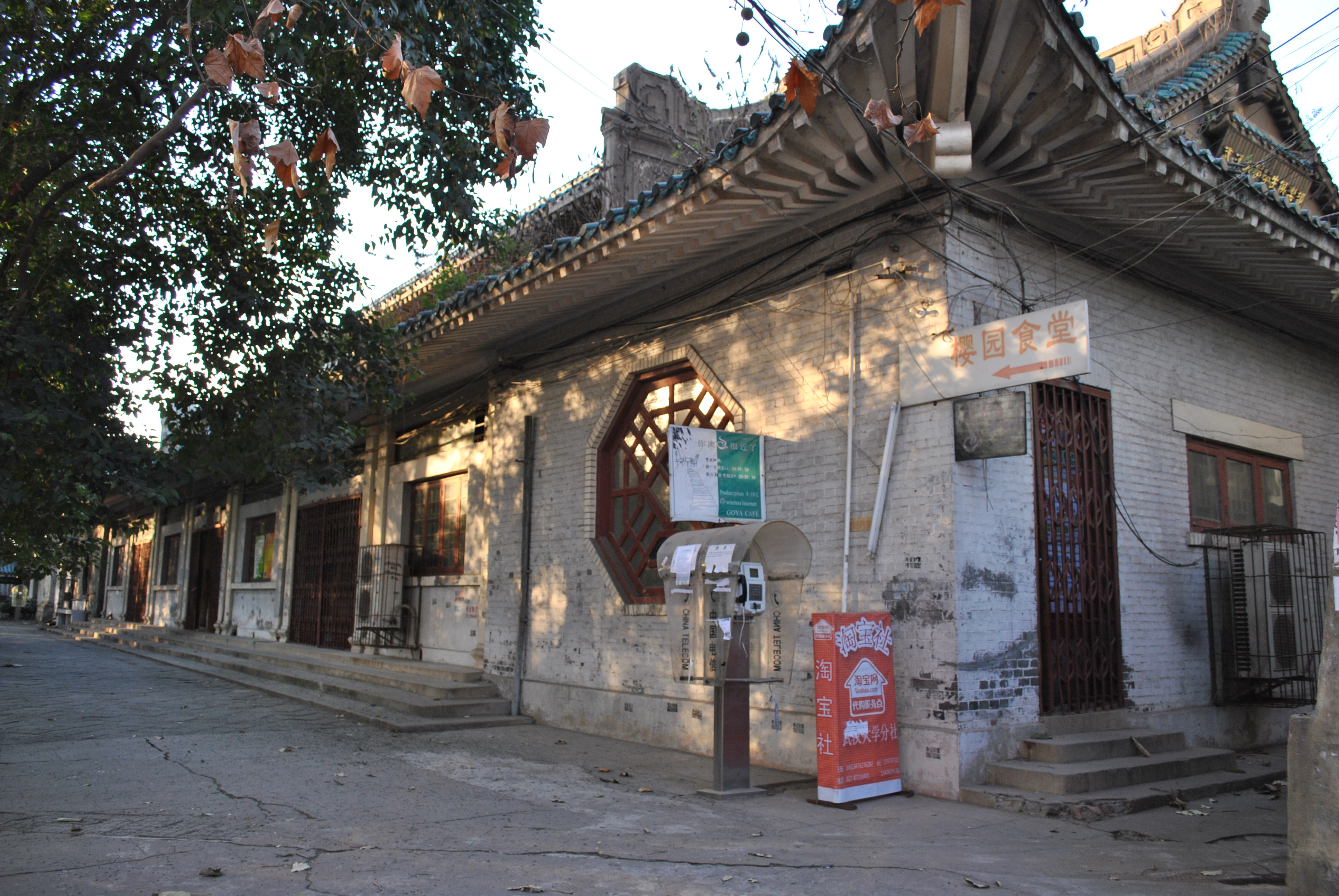
桜園の食堂
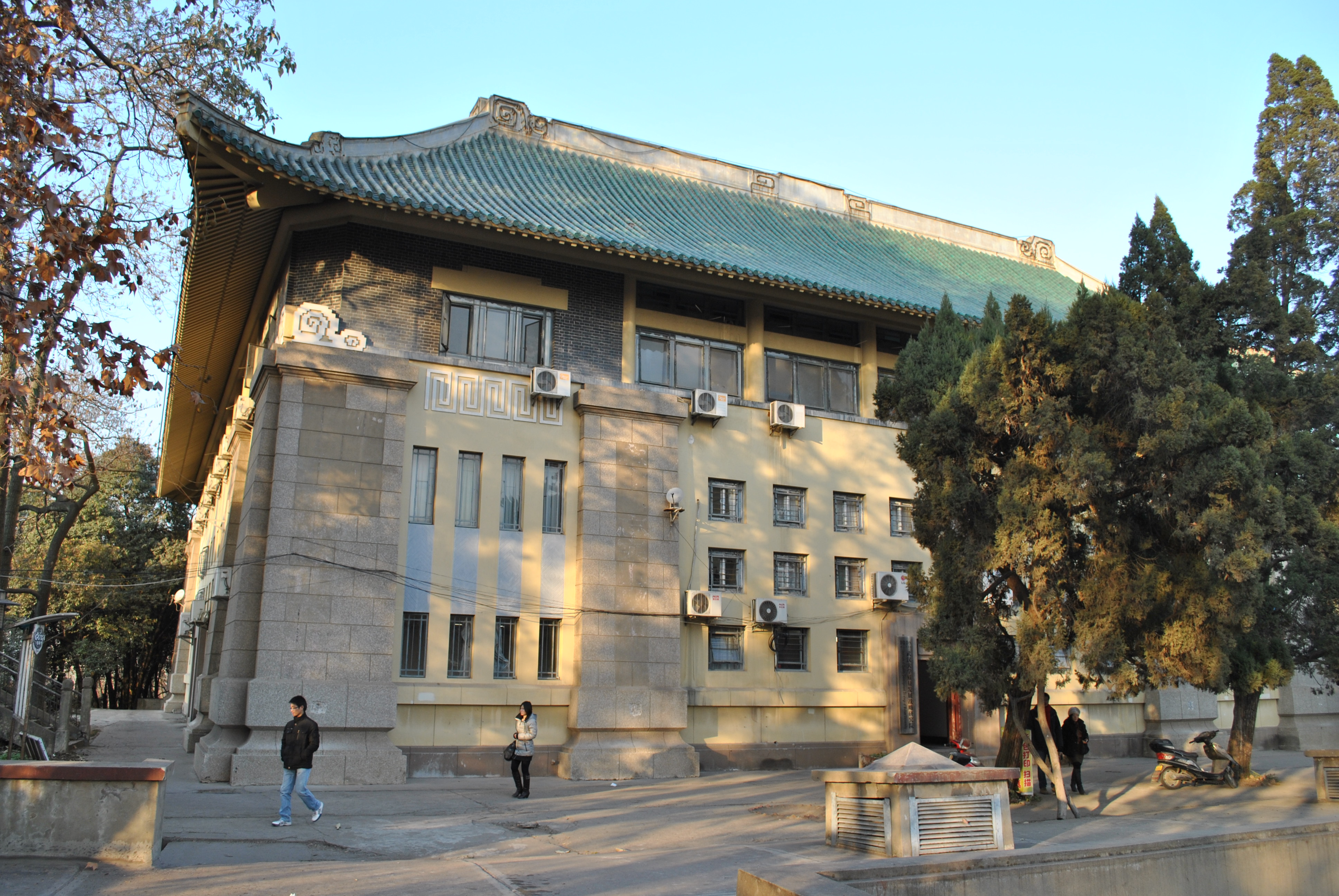
元法学院ビル
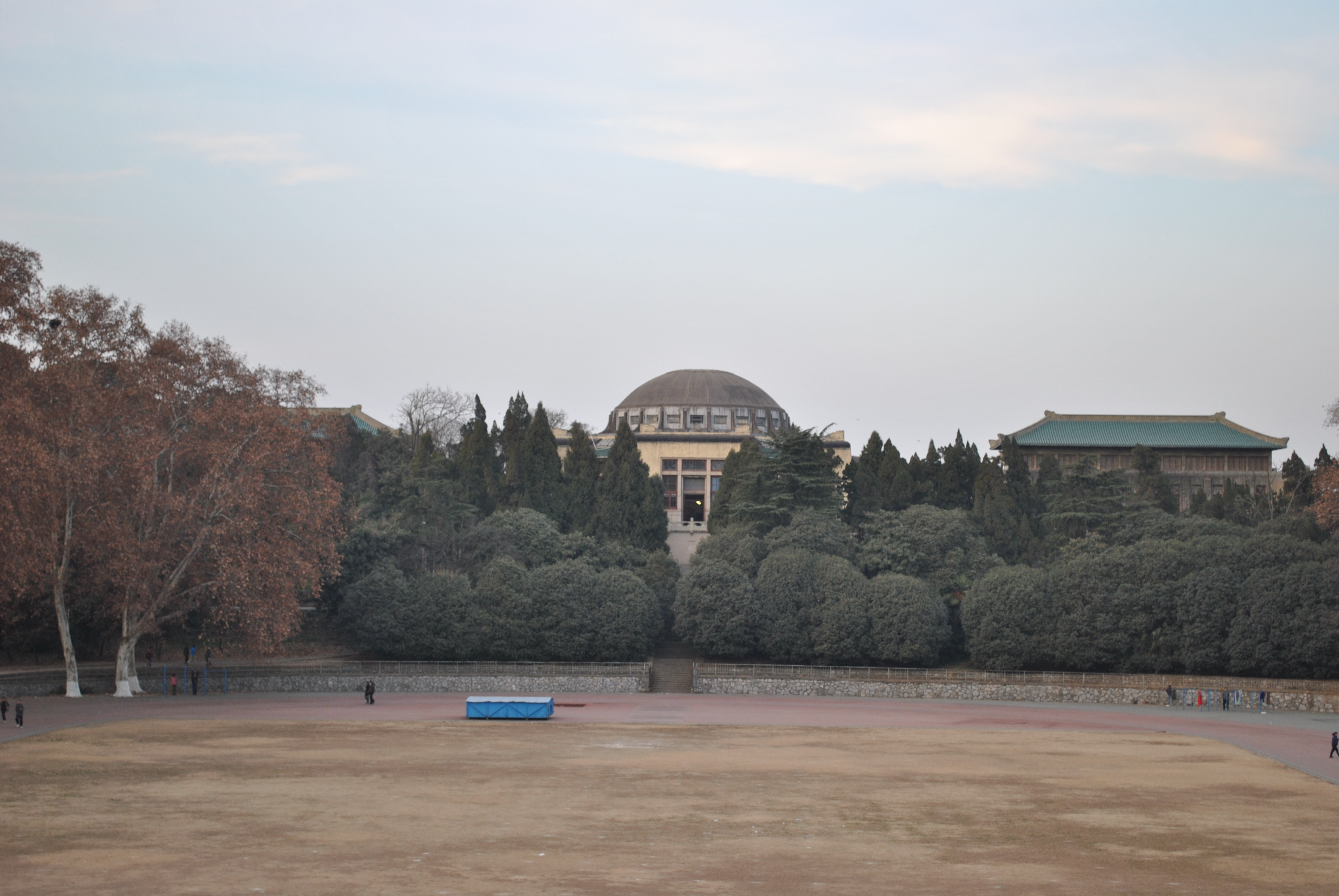
元理学院ビル
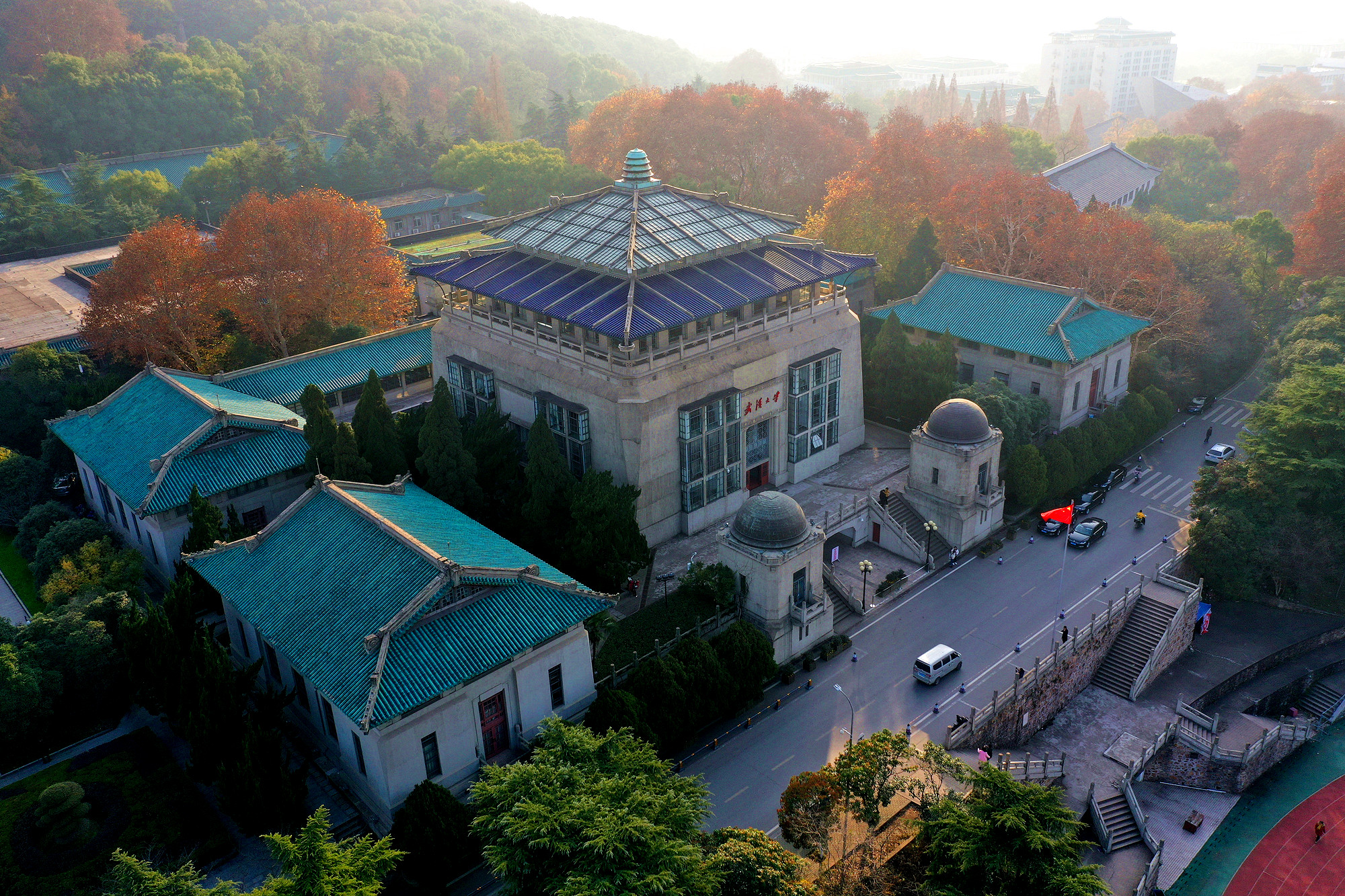
元工学院ビル
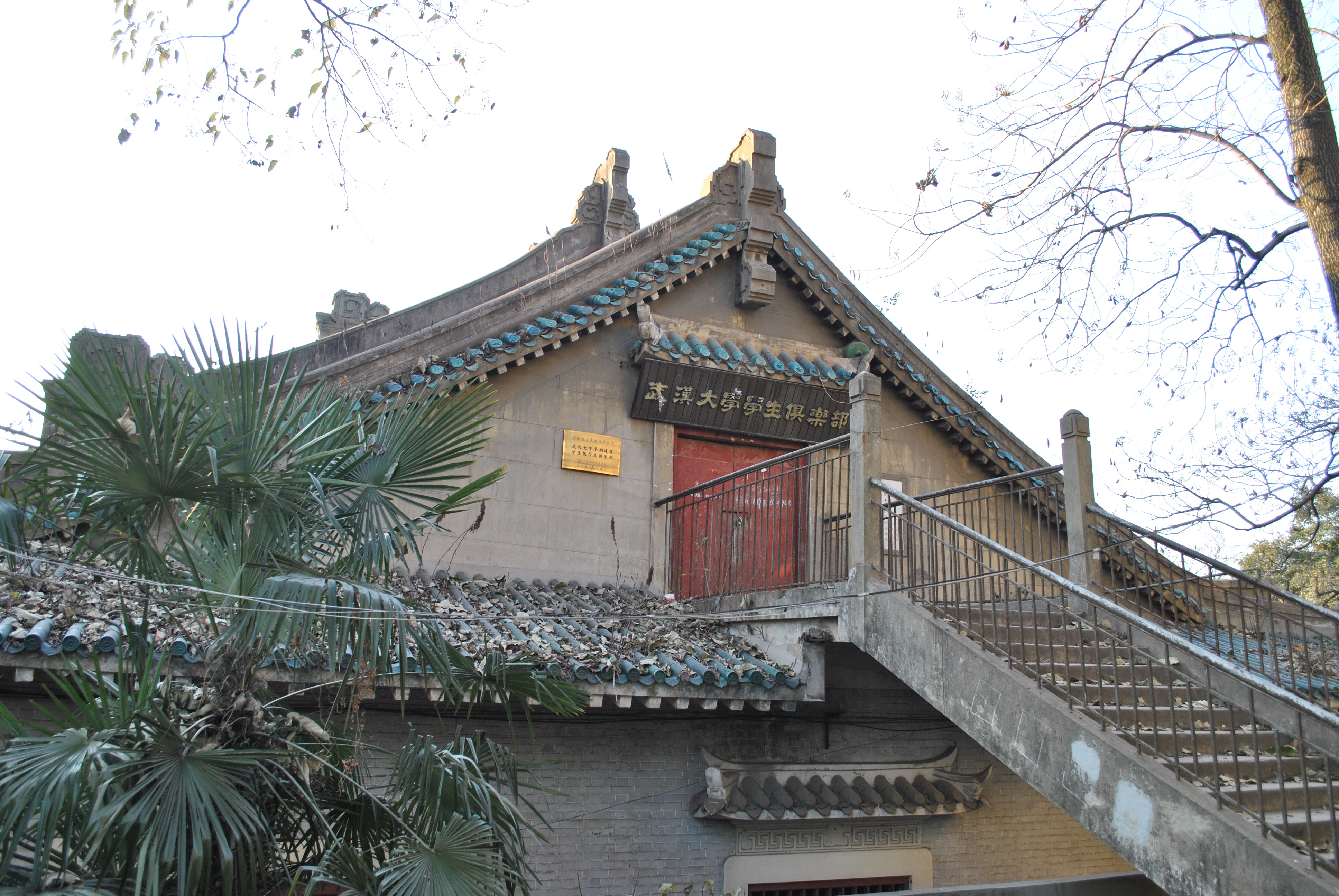
学生クラブ
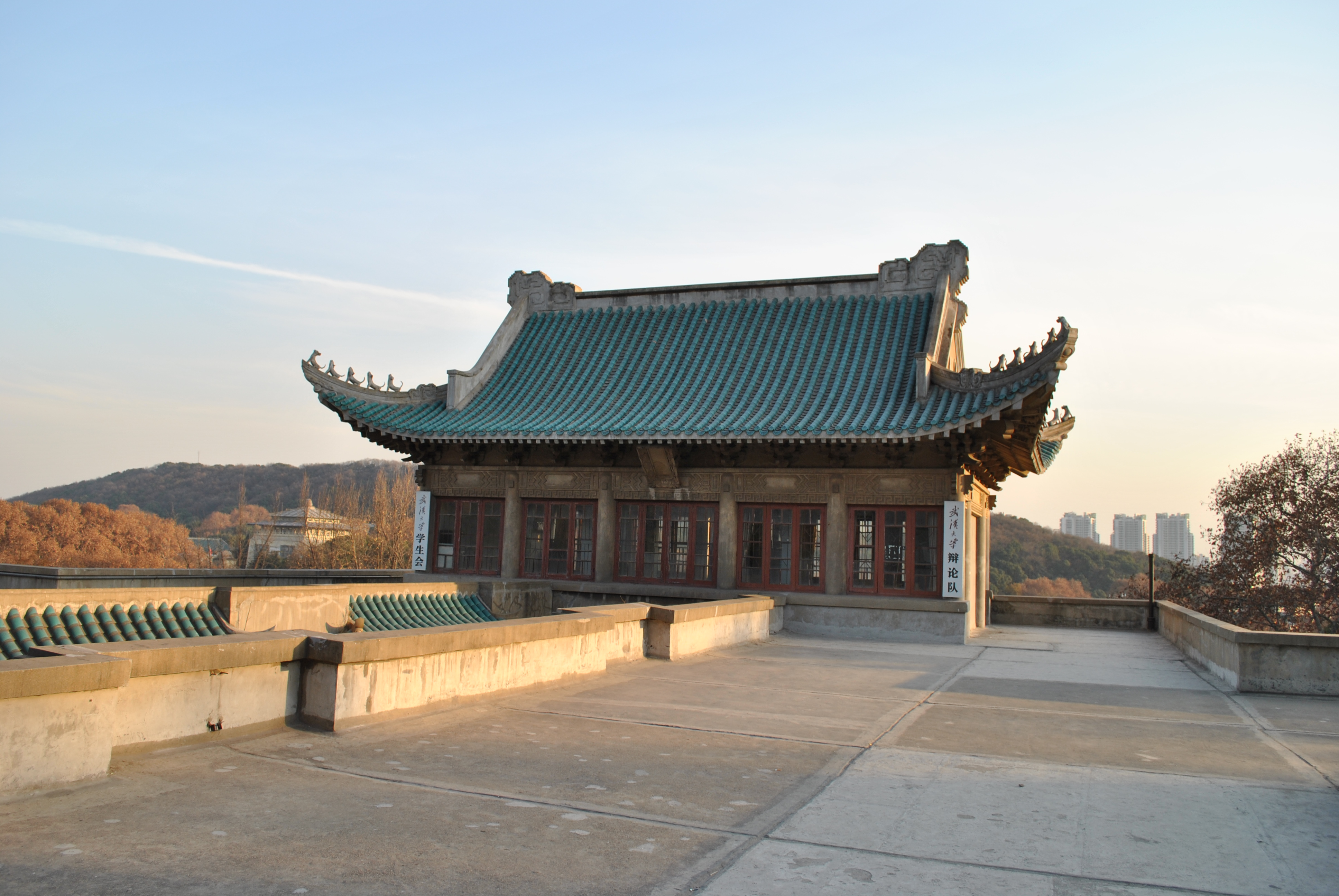
学生会とディベートチーム
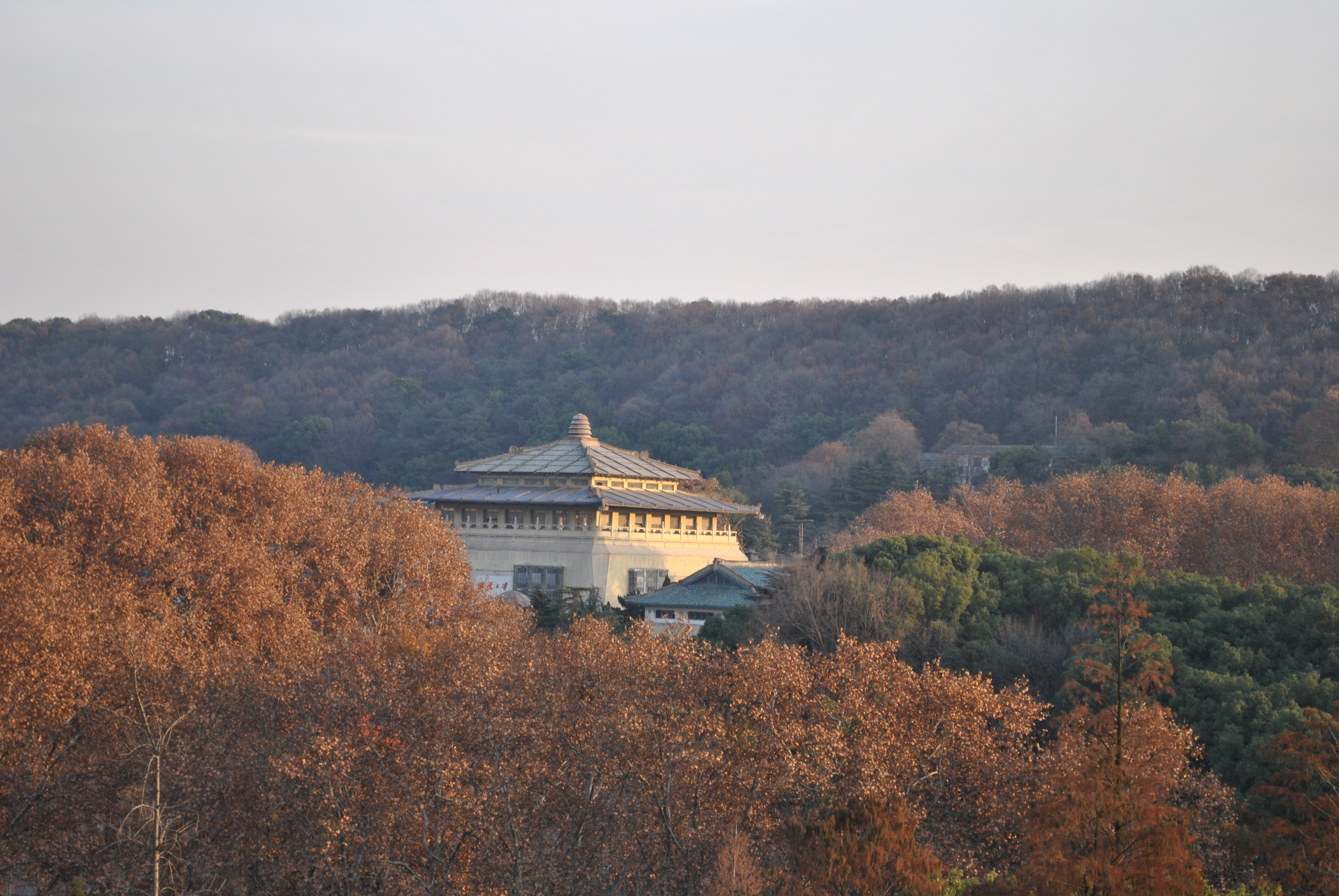
珞珈山
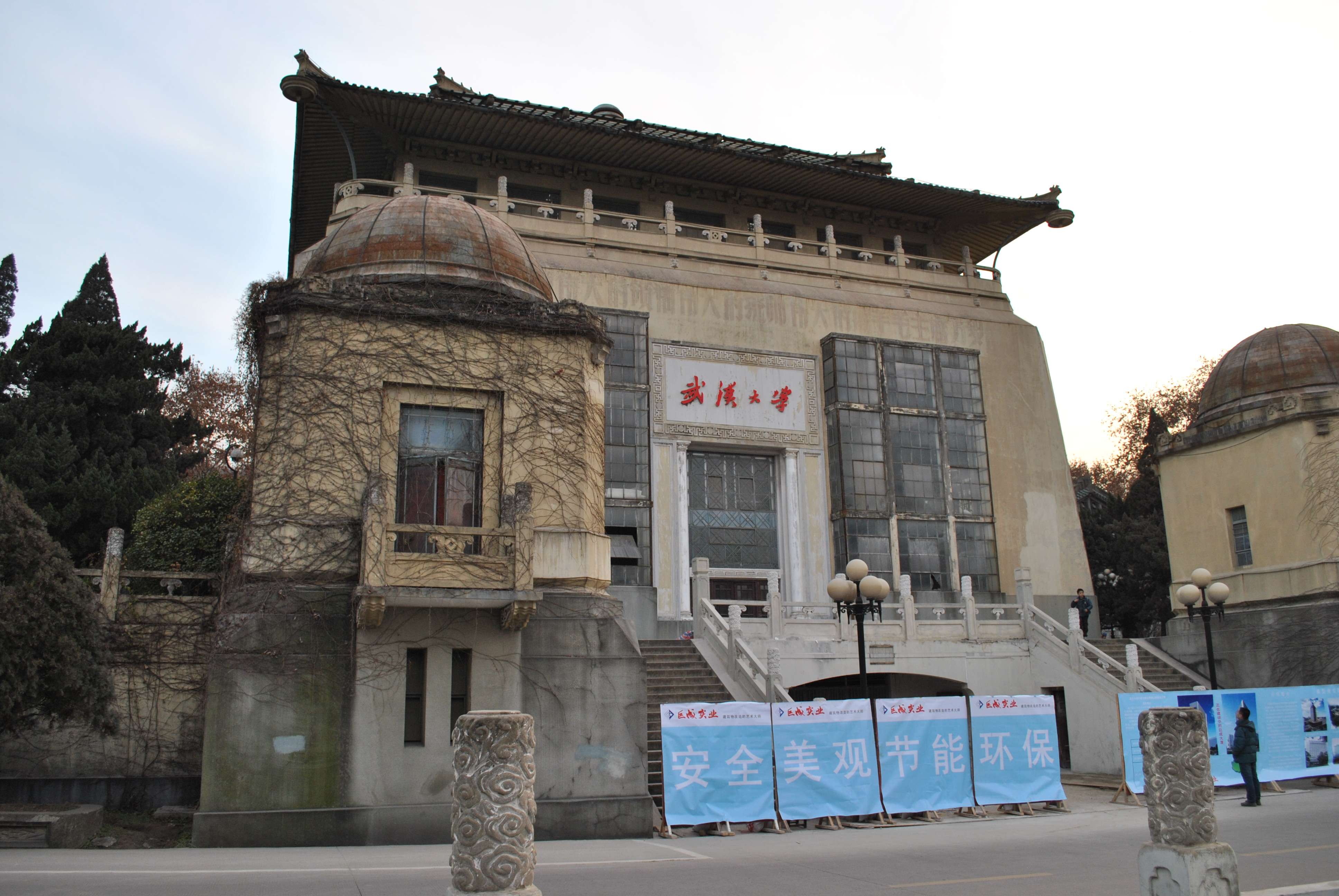
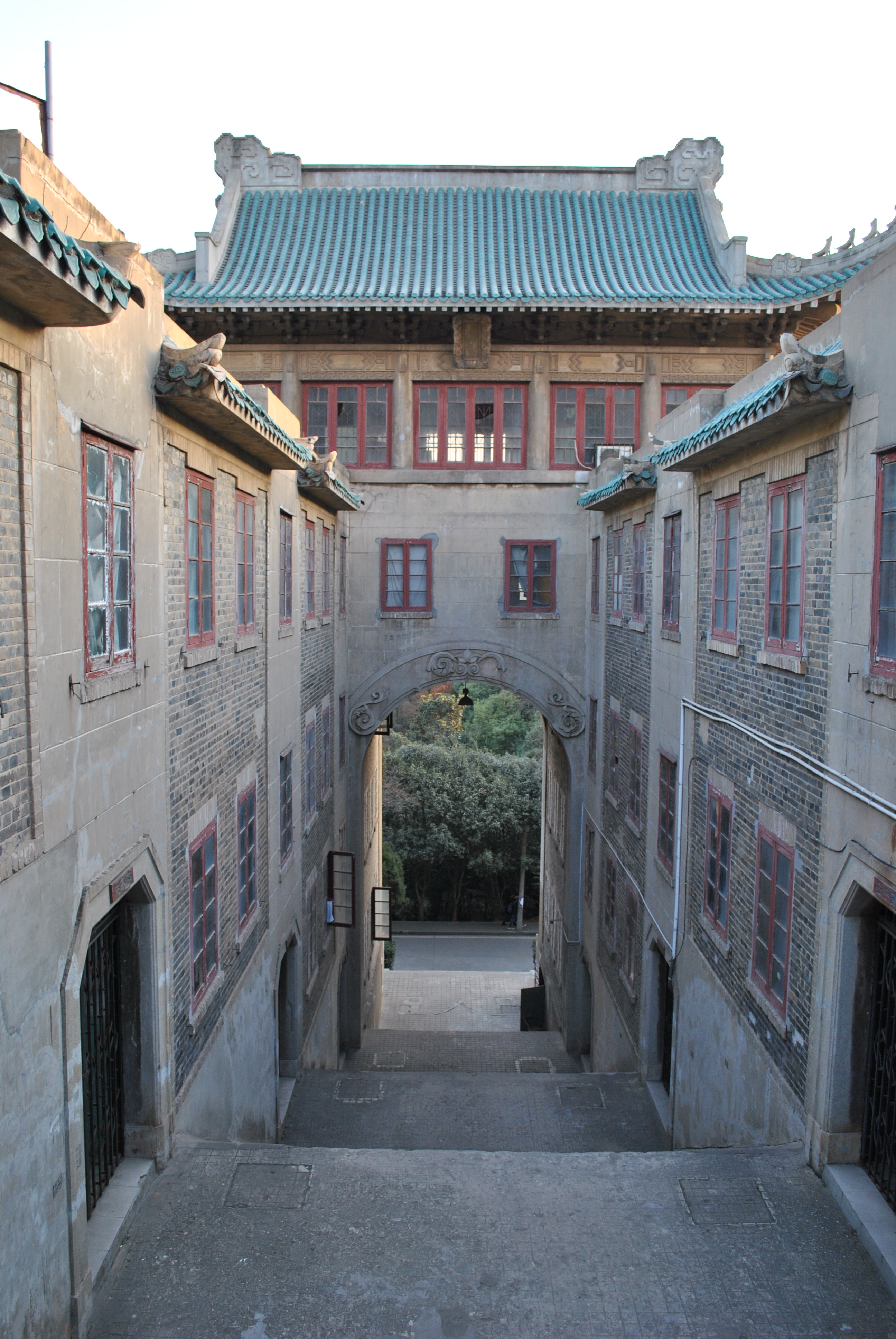
元男子学生の寮

### 新しい建物

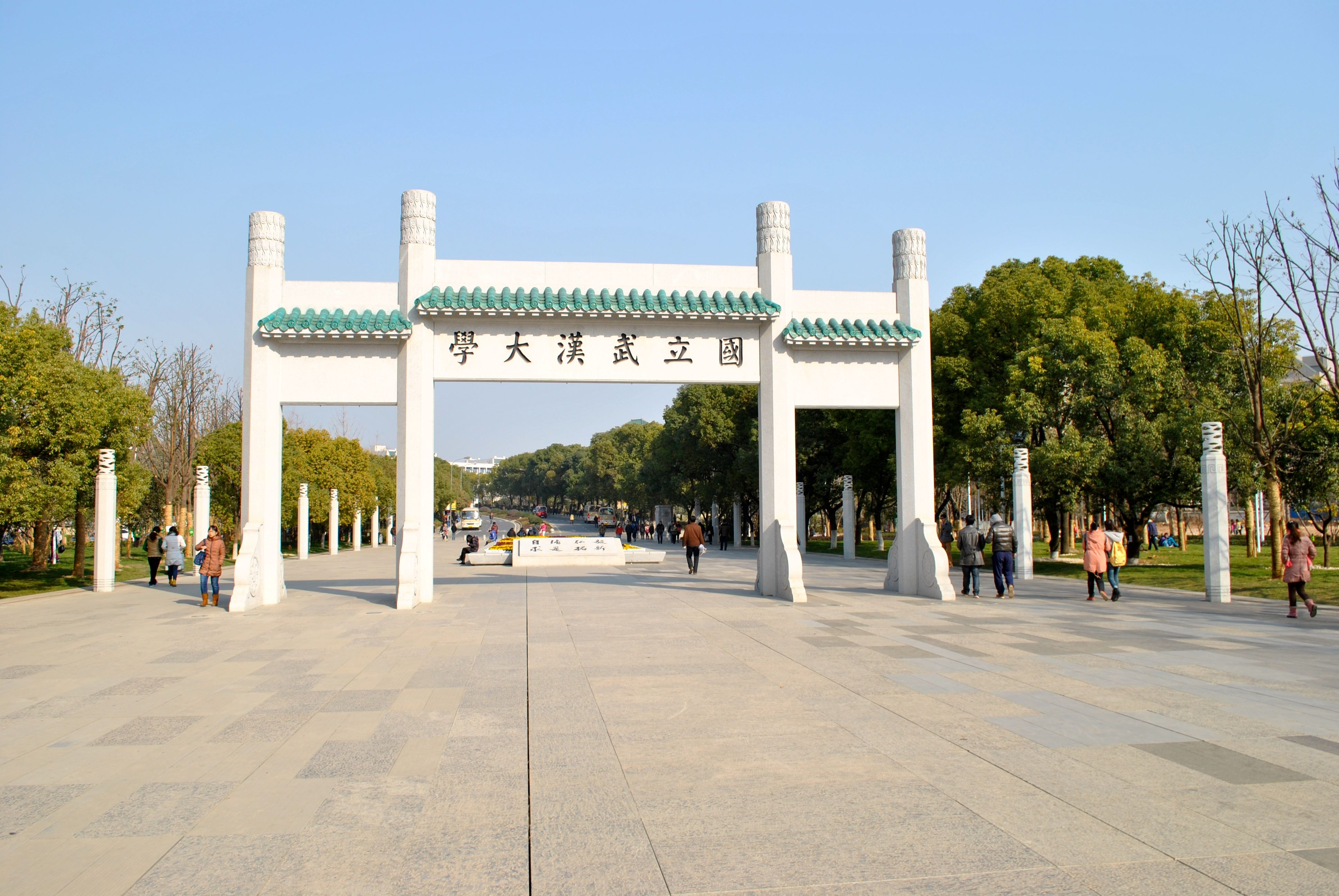
武漢大学の正門
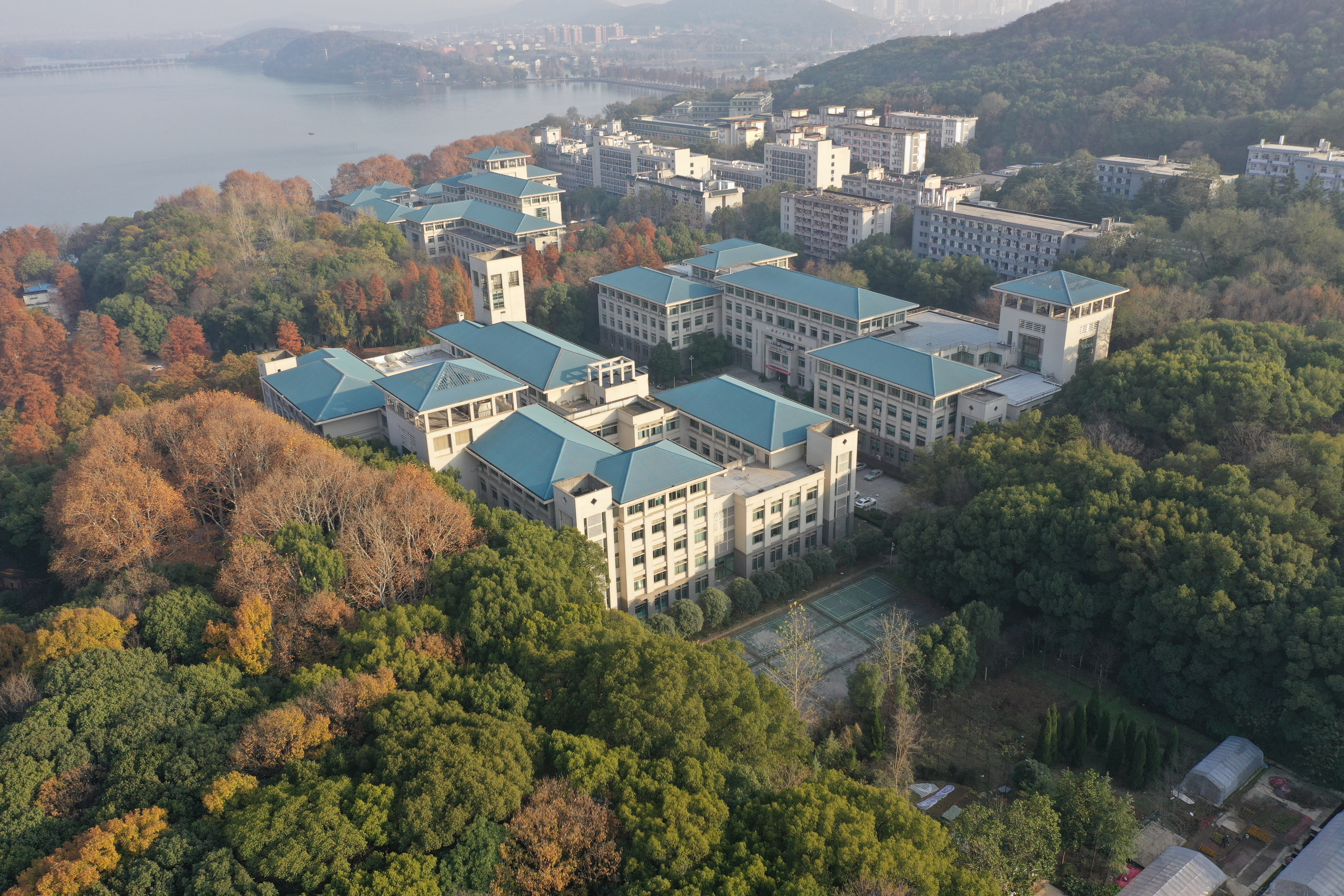
外国語学院と法学院
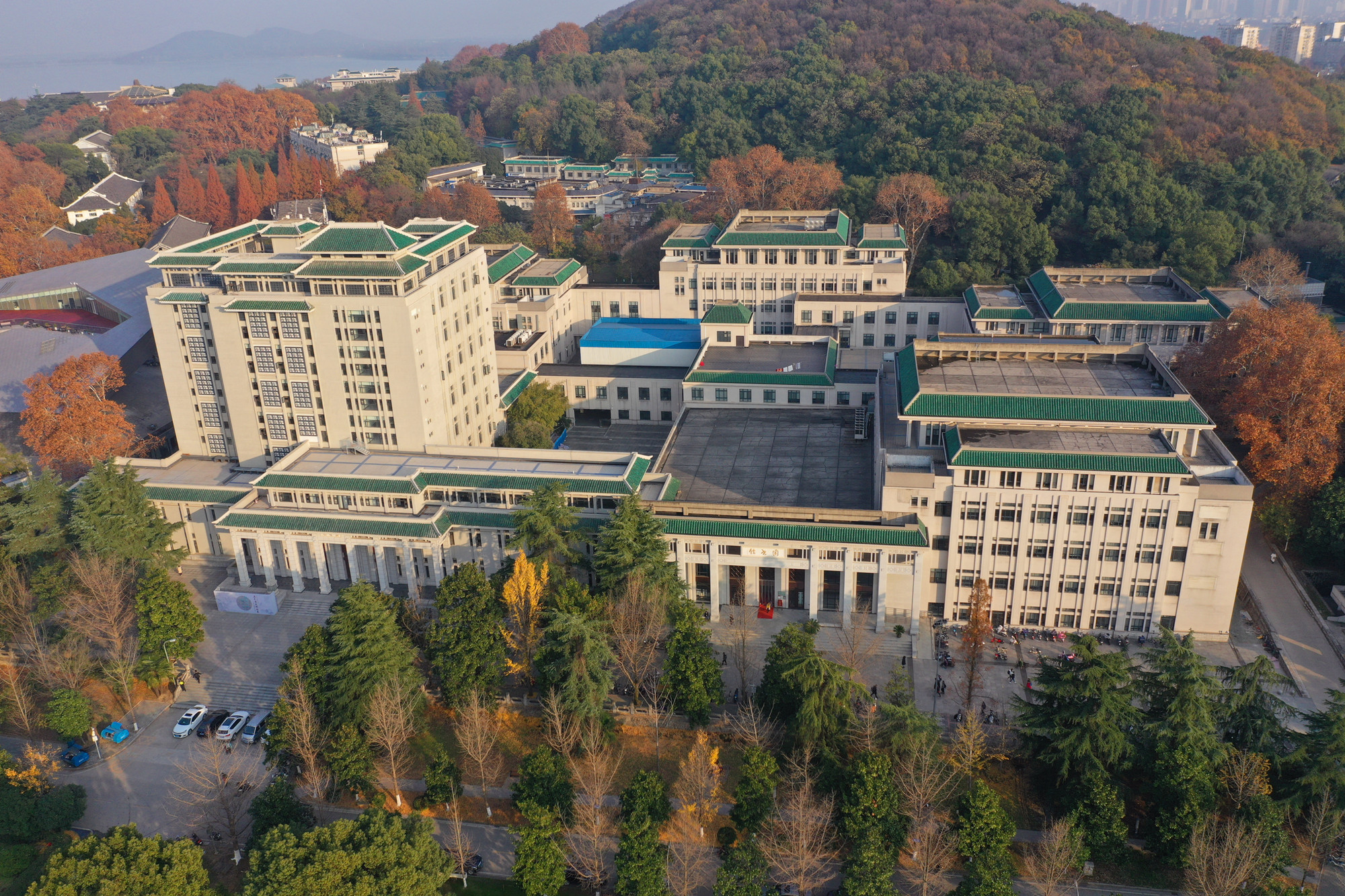
図書館
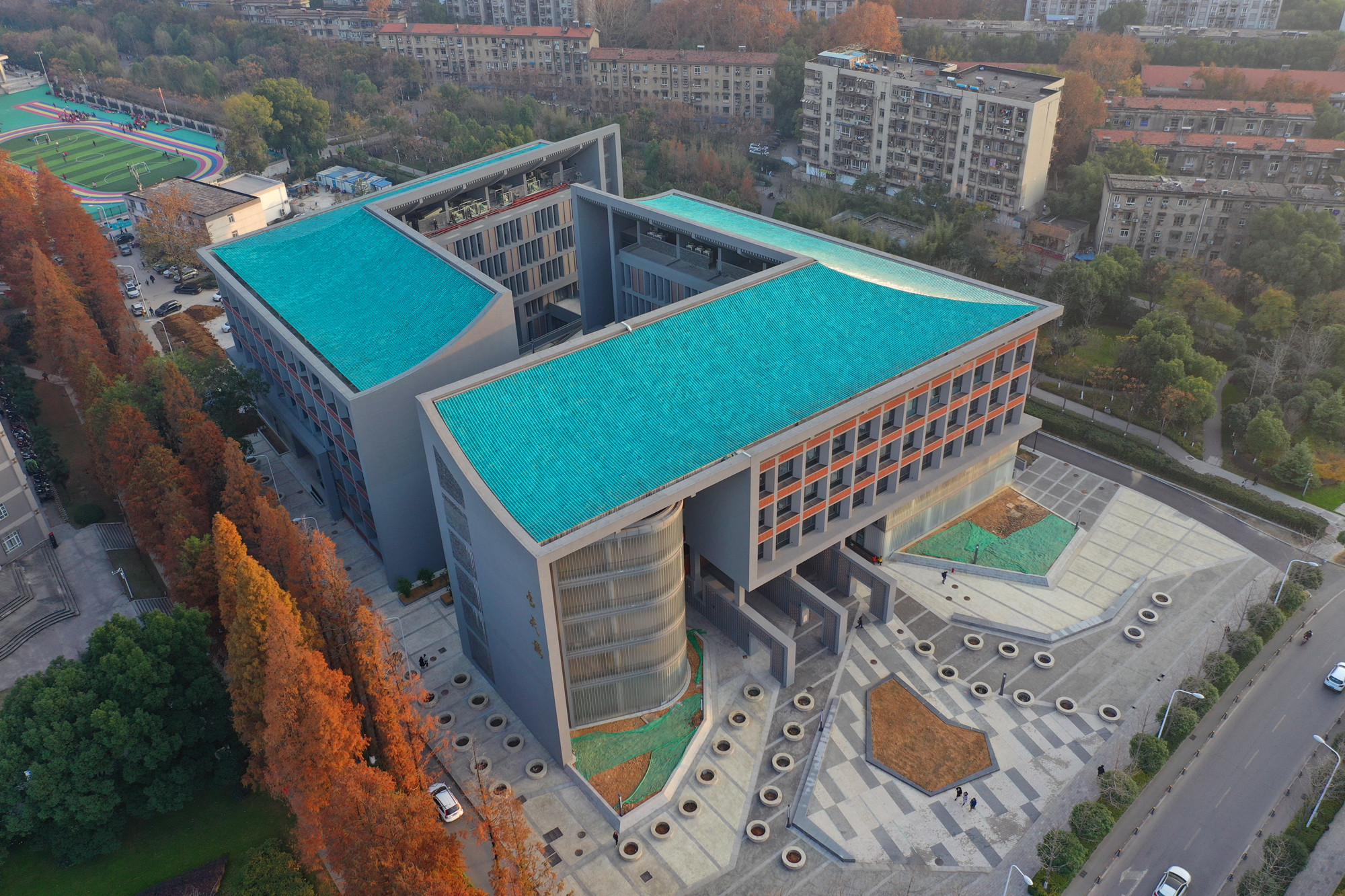
高等研究所
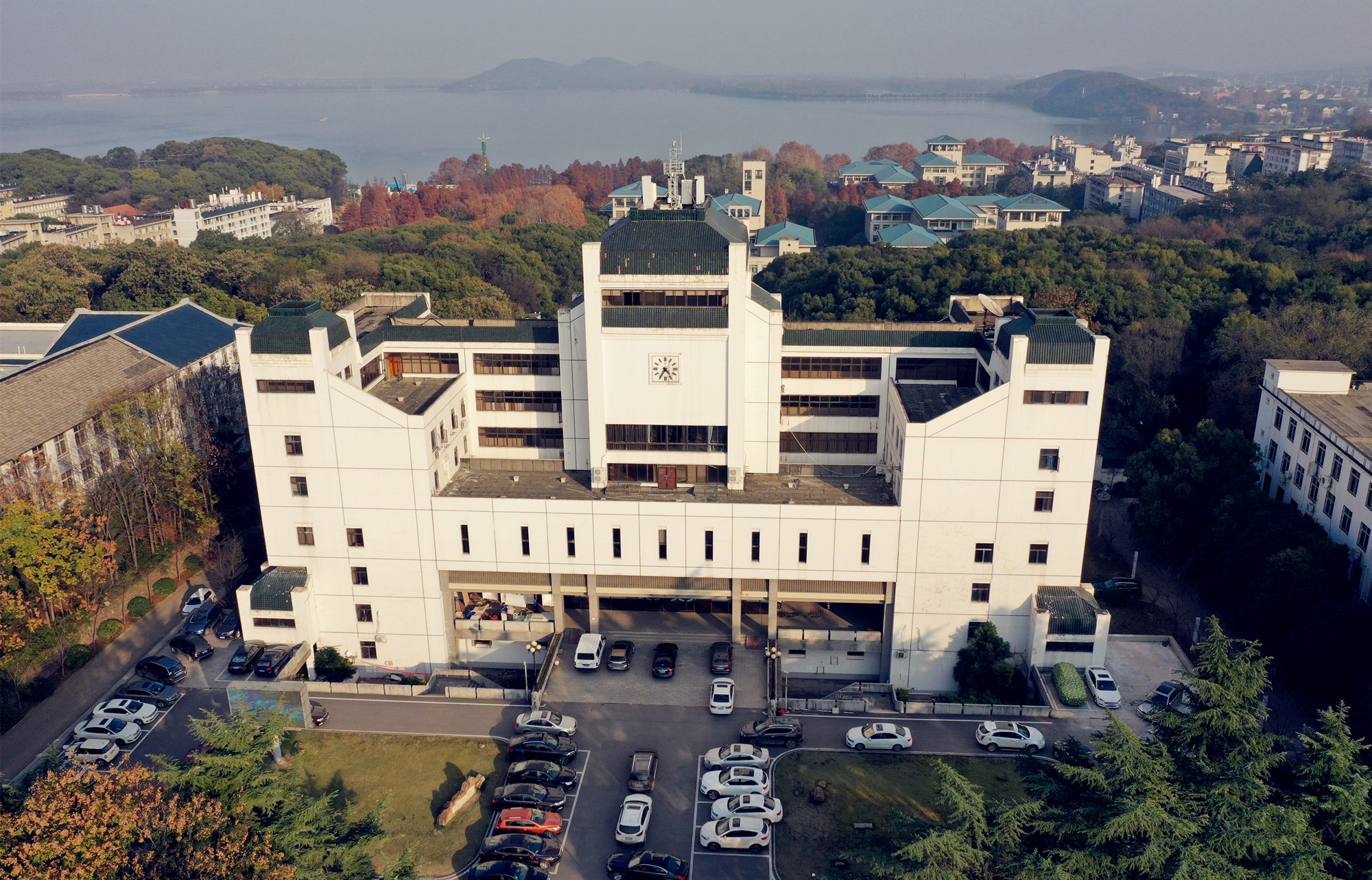
人文科学ビル
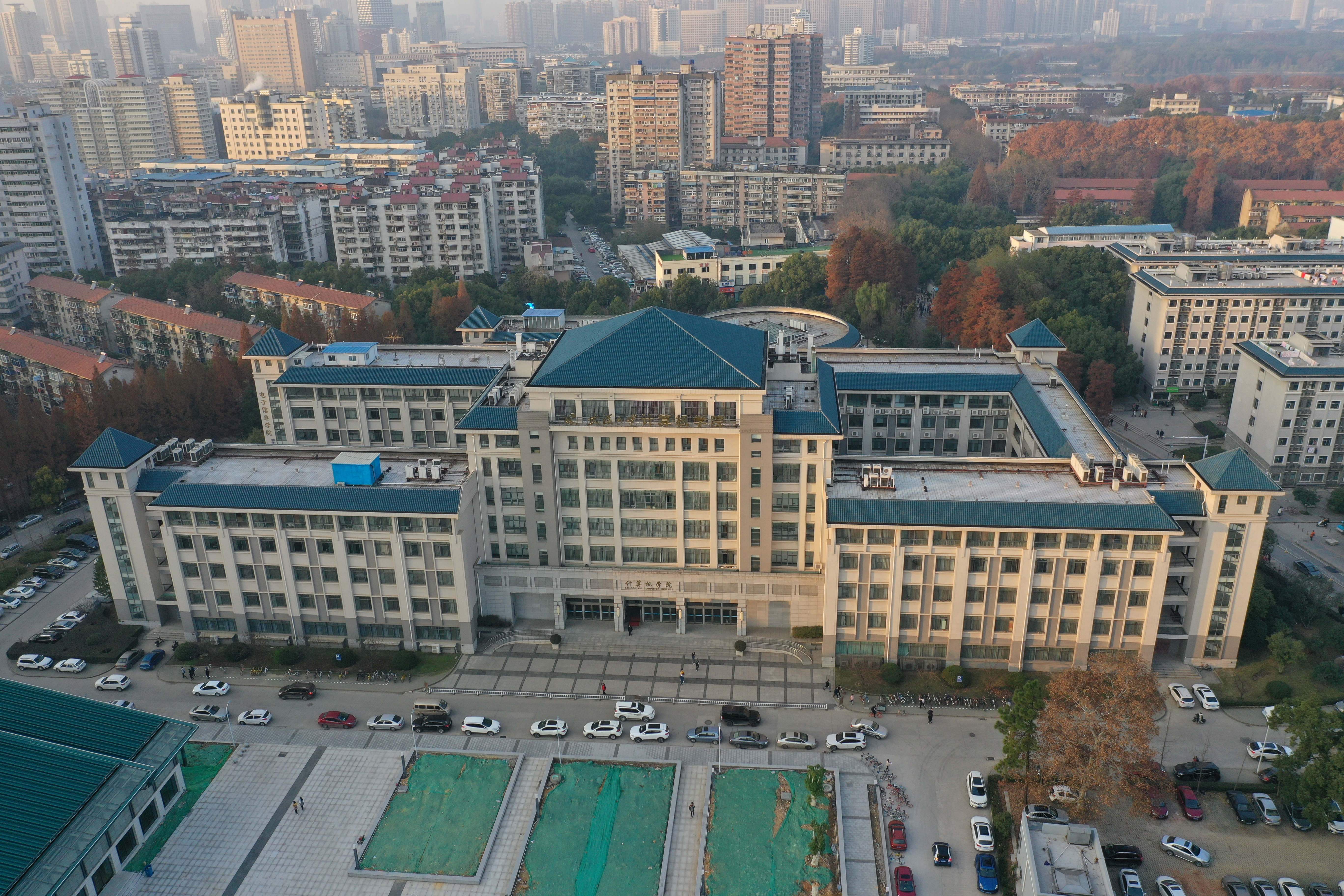
コンピュータサイエンス部
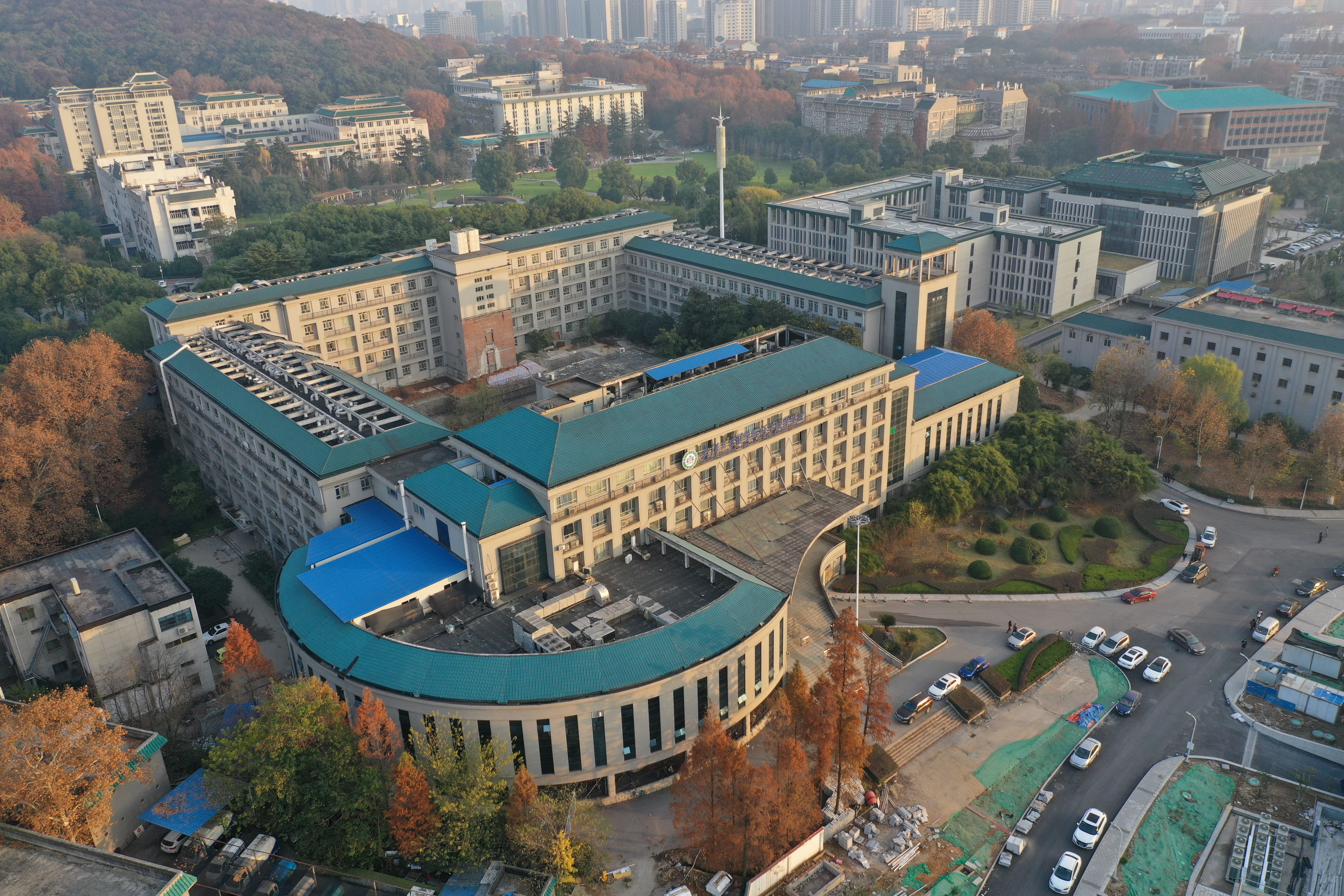
化学部
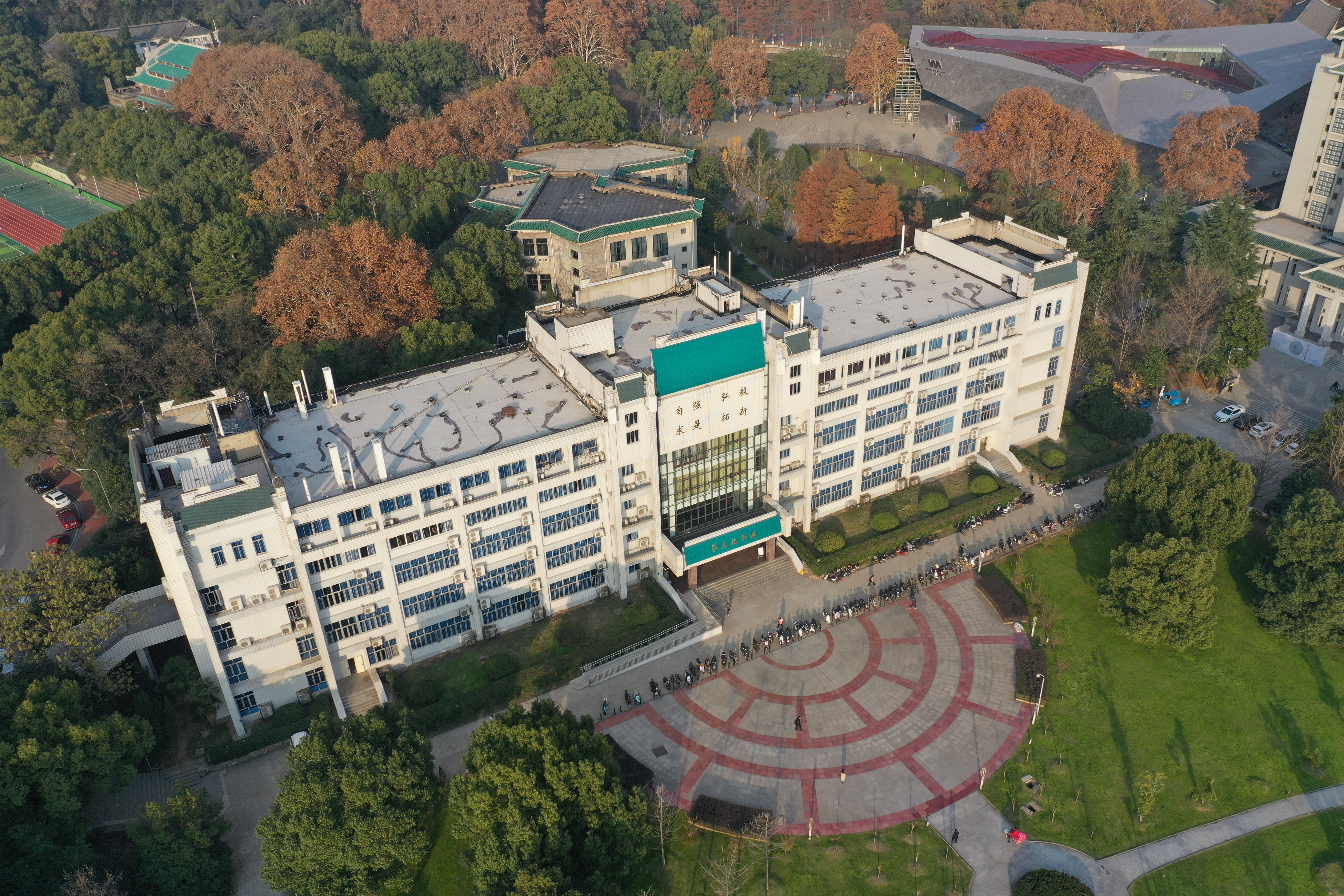
第五教室ビル
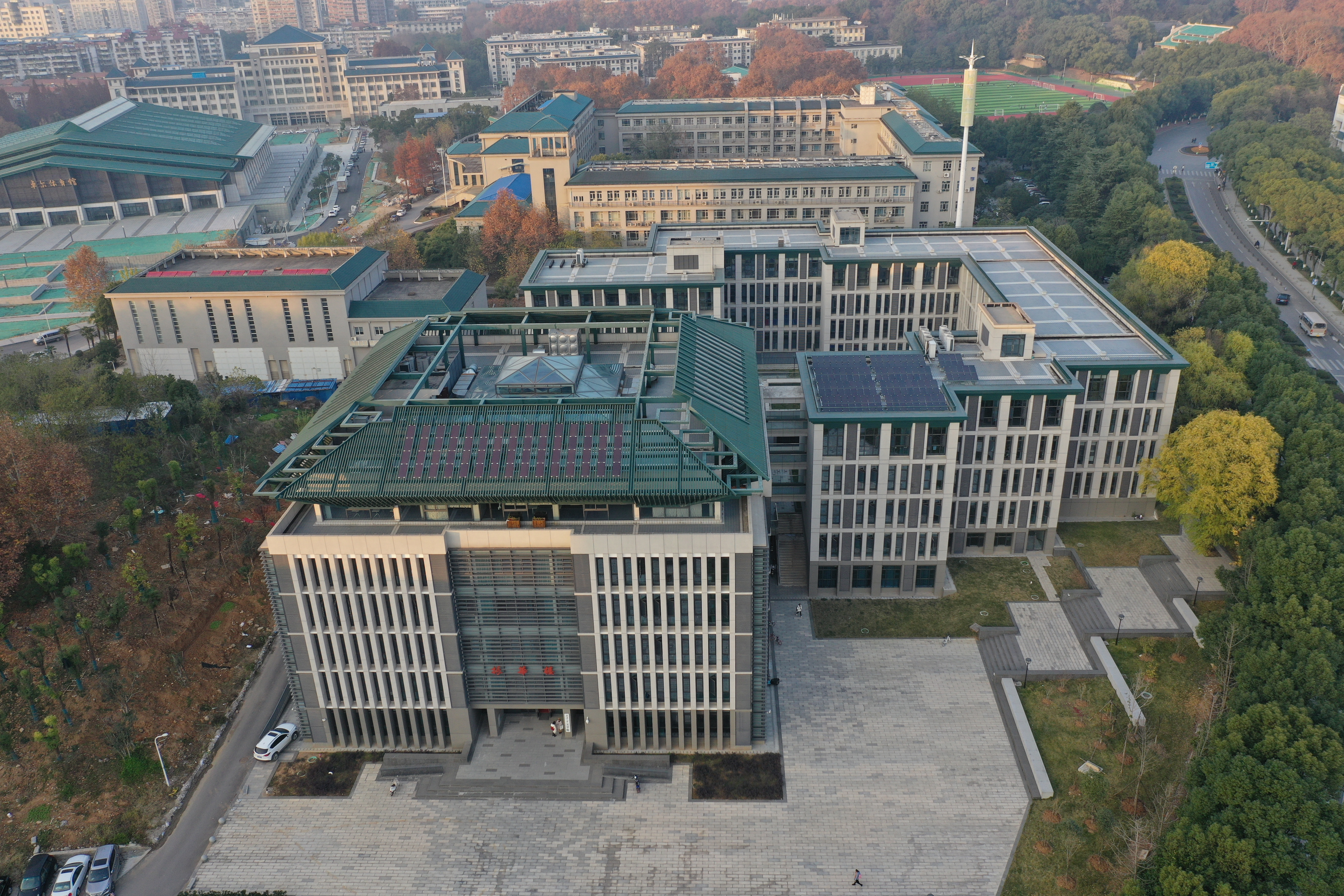
文学部
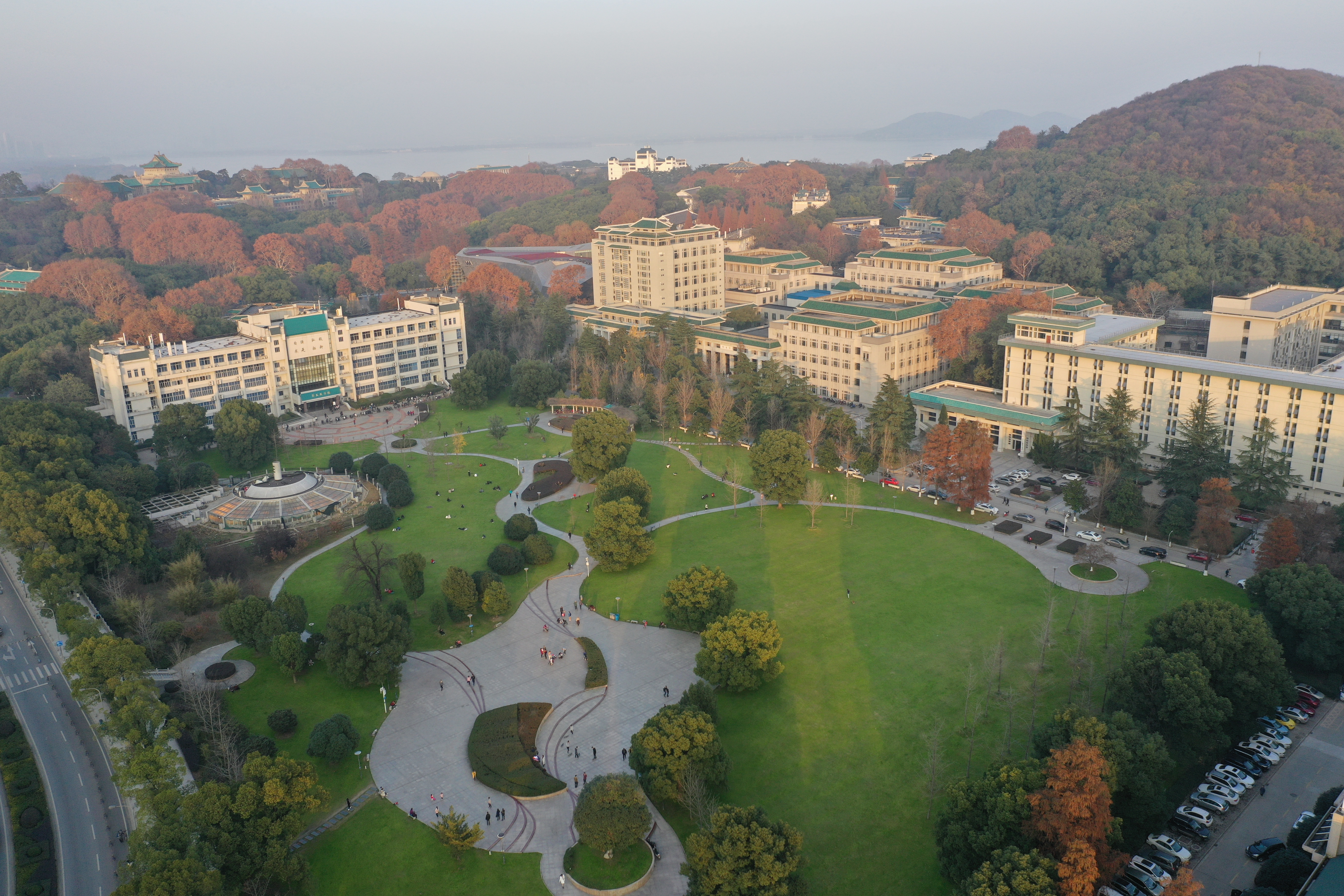
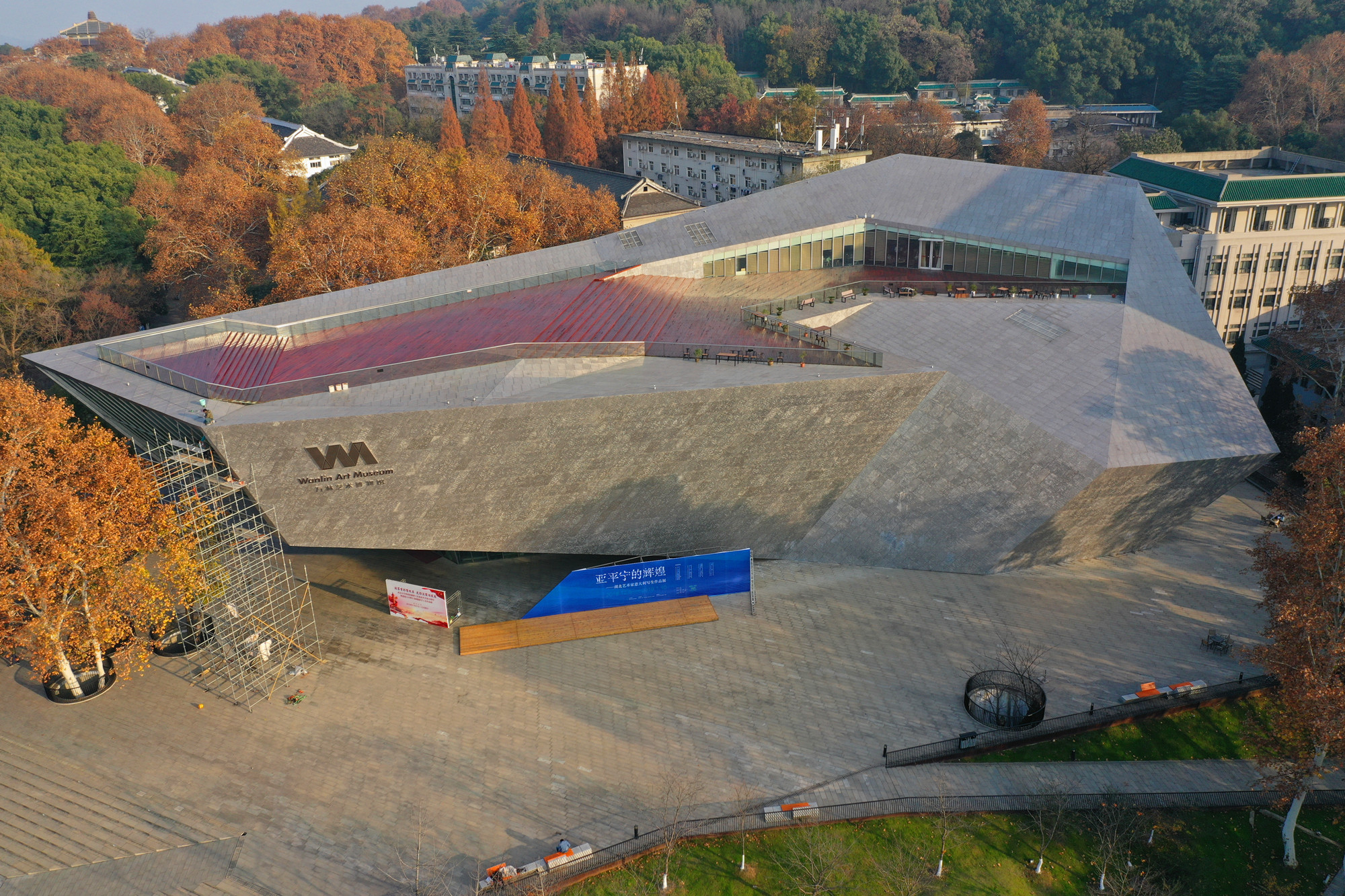
万林美術館
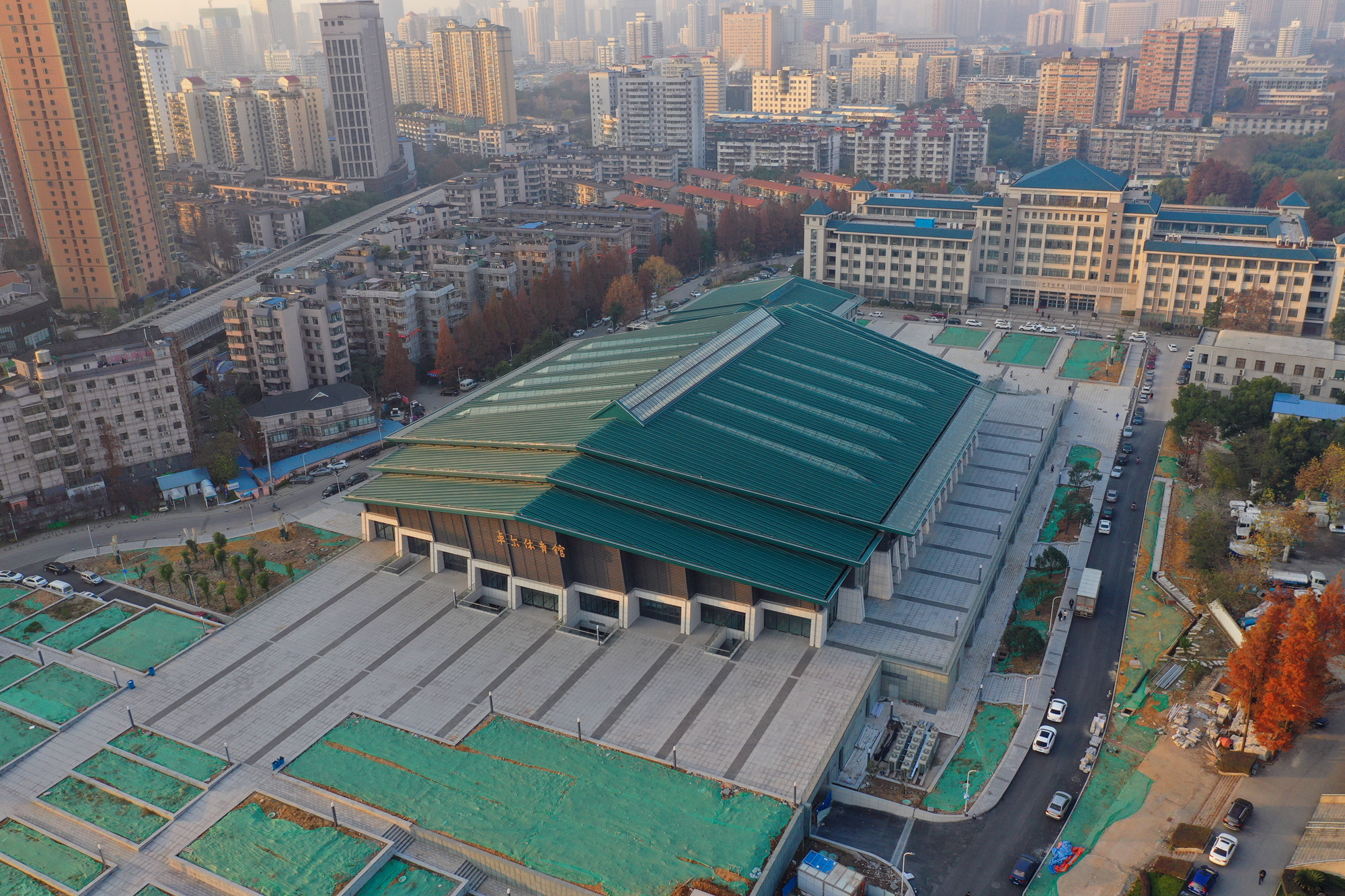
スタジアム

## 学科ランキング
法学院は、2019年度のQS世界大学ランキング（学部別）において、テキサス大学オースティン校、グラスゴー大学、ETH ZURICH, SCIANCES PO等、世界各国の名門大学と並び、50-100位内にノミネートされている。
2012年度の「中華人民共和国教育部学科評価」により、中国国内において強みを持つ研究分野は以下である。
| 中国国内の順位 | 専攻分野           |
| -------------- | ------------------ |
| 1              | 地球物理学         |
| 1              | 測量科学与技術     |
| 1              | 图書情報与檔案管理 |
| 3              | 水利工程           |

## 日本における協定校
- 東京都市大学[4]
- 京都大学[5]
- 大阪大学[6]
- 北海道大学[7]
- 神戸大学[8]
- 徳島大学[9]
- 早稲田大学[10]
- 上智大学[11]
- 国士舘大学
- 同志社大学[12]
- 愛知大学
- 神戸学院大学

部局間協定
- 福島県立医科大学 医学部と医学部
- 中央大学 文学部と歴史学部

## アメリカにおける協定校[13]
- デューク大学
- ハーバード大学
- コロンビア大学
- コーネル大学
- ニューヨーク大学
- カリフォルニア大学バークレー校

## 外部サイト
- 武漢大学公式サイト（中国語・英語）
- 大学の概要 武漢大学／中国の主要大学（Science Portal China）（日本語）